# Sladenia
Sladenia es un género con dos especies de plantas  perteneciente a la familia Sladeniaceae. 

## Especies
- Sladenia celastrifolia Kurz
- Sladenia integrifolia Y.M.Shui